# Colline Pescaresi
La Colline Pescaresi è una IGT riservata ad alcuni vini la cui produzione è consentita nella provincia di Pescara.

## Zona di produzione
La zona di produzione comprende l'intera provincia di Pescara.

## Storia
La prima testimonianza storica sulla produzione vinicola abruzzese, come ci ricorda Polibio, storico greco vissuto tra il 205 ed il 123 a.C., risale alle gesta di Annibale (216 a.C.) ed alla sua vittoria di Canne. Polibio ricordava la produzione di ottimo vino della zona adriatica e scriveva che Annibale "…attraversati e devastati i territori dei Pretuzi, di Adria, nonché dei Marrucini e dei Frentani, si diresse nella sua marcia verso la Iapigia" ossia la Puglia.
Nel corso dei secoli, la viticoltura abruzzese ha attraversato diverse fasi, subendo l'influenza di fattori storici, climatici e socioeconomici. Monaci, contadini e appassionati si sono succeduti nella coltivazione della vite, tramandando un patrimonio enologico di inestimabile valore.
A partire dalla seconda metà del Novecento, grazie alla nascita delle cantine sociali e all'applicazione di moderne tecniche di vinificazione, la viticoltura abruzzese ha conosciuto un notevole sviluppo, affermandosi a livello nazionale e internazionale.
L'Abruzzo è una regione vinicola di grande prestigio, in grado di offrire una vasta gamma di vini caratterizzati da un'elevata tipicità. I vitigni autoctoni, come il Montepulciano d'Abruzzo e il Trebbiano d'Abruzzo, sono alla base di produzioni di eccellenza, apprezzate dagli intenditori per la loro complessità aromatica e la loro struttura.

## Disciplinare
La "Colline Pescaresi IGT" è stata istituita con DM 18 novembre 1995 pubblicato sulla Gazzetta Ufficiale n. 283 del 4 dicembre 1995. Successivamente è stato modificato con:
- DM 18 gennaio 2006 GU 22 del 27 gennaio 2006
- DM 18 febbraio 2010 GU 56 del 9 marzo 2010
- DM 23 luglio 2010 GU 190 del 16 agosto 2010
- DM 30 novembre 2011 GU 295 del 20 dicembre 2011 Pubblicato sul sito ufficiale del Mipaaf Prodotti DOP e IGP – Sezione Vini DOP e IGP
- DM 7 marzo 2014 Pubblicato sul sito ufficiale del Mipaaf Prodotti DOP e IGP – Sezione Vini DOP e IGP
- La versione in vigore è stata approvata con DM 22 dicembre 2014 GU 11 del 15 gennaio 2015 Pubblicato sul sito ufficiale del Mipaaf Prodotti DOP e IGP – Sezione Vini DOP e IGP[1].

## Tipologie

### tipologia
| uvaggio                        |             |
| titolo alcolometrico minimo    | xx,xx% vol. |
| acidità totale minima          | xx g/l.     |
| estratto secco minimo          | xx,00 g/l   |
| resa massima di uva per ettaro | xxx q.      |
| resa massima di uva in vino    | xx %        |